# Alessandro Stanziani
Alessandro Stanziani (* 10. Juni 1961 in Neapel) ist ein italienisch-französischer Historiker und Hochschullehrer an der Pariser École des hautes études en sciences sociales sowie Forschungsdirektor an der CNRS.
1985 schloss er sein Studium in Ökonomie an der Universität Neapel ab. 1991 promovierte er dort in Ökonomie und lehrte als Assistenzprofessor von 1994 bis 1999. Im Jahr 1995 promovierte er in Geschichte an der EHESS in Paris, worauf er an der Universität Lille arbeitete. Seit 2008 lehrt er als Professor an der EHESS. 2011/12 war er Fellow am Wissenschaftskolleg Berlin. Er war Gastprofessor an vielen internationalen Universitäten. Seit 2014 leitete er das Global History Collaborative (Princeton, Tokio, Humboldt und Freie Universität, EHESS).
Stanziani ist ein Experte für die moderne Geschichte der Sklaverei, die russische Geschichte und die Ernährungsgeschichte, mit der Besonderheit Nahrungsbetrug.

## Schriften
- L’économie en révolution. Le cas russe, 1870–1930, 1998, repr. 2016, ISBN 978-2226395115
- Food fraud and falsification in France. 1789–1914, Lille 2003
- Histoire de la qualité alimentaire, Paris, Seuil 2005, ISBN 978-2020788410
- Rules of exchange: French capitalism in Comparative Perspective, 18th–20th Centuries  Cambridge University Press, 2012, ISBN 978-1785330353
- Bondage. Labor and Rights in Eurasia, 16th to 20th centuries, Berghahn 2014, ISBN 978-1785330353
- Sailors, Slaves, and Immigrants: Bondage in the Indian Ocean World, 1750–1914 (Palgrave Series in Indian Ocean World Studies), Palgrave 2016, ISBN 978-1349496440
- Les métamorphoses du travail contraint – Une histoire global: XVIIIe–XIXe siècles, 2020, ISBN 978-2724626209
- Matthias Middell, Alessandro Stanziani (Hrsg.): Empires reconfigured. Leipzig 2020, ISBN 978-3-96023-269-8.
- Les Mondes de l’esclavage: Une histoire comparée, Seuil, Paris 2021, ISBN 978-2021388855
- Mithg.: The Palgrave Handbook of Bondage and Human Rights in Africa and Asia, 2021, ISBN 978-1349959594